# Jasień (stad)
Jasień (Duits: Gassen) is een stad in het Poolse woiwodschap Lubusz, gelegen in de powiat Żarski. De oppervlakte bedraagt 3,05 km², het inwonertal 4569 (2005).